# الدرج الفينيقي

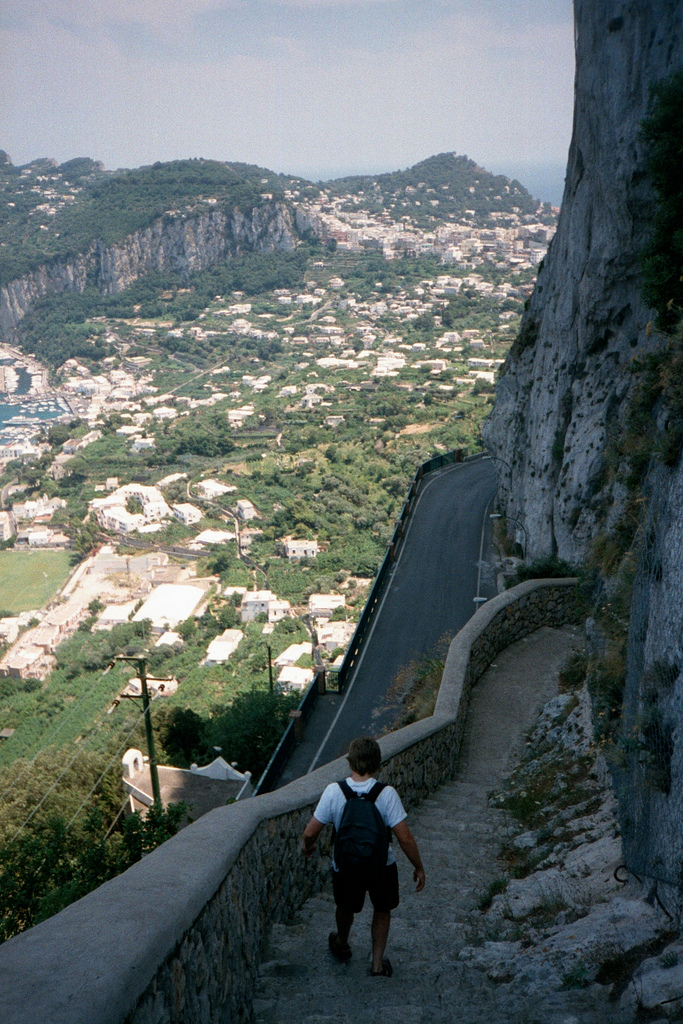
النظر إلى أسفل الدرج مع مدينة كاپري في الخلفية

السلالم الفينيقية (La Scala Fenicia) أو الدرج الفينيقي، في كاپري، هو درج حجري طويل وشديد الانحدار يوحد مركز سكان كاپري مع خاصة أناكاپري. يُحتمل أن الدرج قد صنعه المستعمرون الإڠريقيون القدماء، وليس الفينيقيون.
قبل الانتهاء من الطريق، شكلت السلالم الوسيلة الوحيدة للوصول إلى أناكاپري، التي تقع على ارتفاع مئات الأقدام فوق البحر المتوسط (تأتي البادئة أنا- في اسم المكان من الإڠريقية الكلاسيكية وتعني "أعلاه").
تقع المحطة العلوية للسلالم الفينيقية بالقرب من ڤيلا سان ميشيل، التي بناها أكسيل مونثي في أناكاپري.